# Sociedad de análisis y teoría musical
La Sociedad de Análisis y Teoría Musical (SATMUS) es una asociación española sin ánimo de lucro dedicada al fomento, investigación y difusión del análisis y la teoría musical. Su principal objetivo es situar estas disciplinas y su enseñanza en España al nivel de otros países con mayor tradición en la materia, promoviendo el rigor científico y la diversidad de enfoques.

## Historia y fundación
SATMUS fue oficialmente constituida el 4 de junio de 2020. Su creación fue el resultado de un proyecto gestado durante largo tiempo por investigadores y docentes en el campo del análisis y la teoría musical en España. Un congreso de análisis musical celebrado en Sevilla en noviembre de 2019 sirvió como catalizador para la iniciativa, que culminó en la elaboración y refrendo de sus estatutos.
Desde su fundación, SATMUS ha buscado llenar un vacío en la investigación y pedagogía de estas disciplinas en el ámbito hispanohablante, donde históricamente el análisis musical a menudo se había considerado una disciplina auxiliar de la musicología histórica o la etnomusicología.

## Objetivos y actividades
Los objetivos principales de SATMUS incluyen:
- Fomento de la investigación: Promover la investigación en análisis y teoría musical sin condicionamientos estéticos, metodológicos o terminológicos, siempre bajo el principio del rigor científico.
- Impulso de la pedagogía: Prestar especial atención a la enseñanza del análisis y la teoría musical, estableciendo canales de comunicación entre asociados e instituciones educativas.
- Creación de una comunidad: Servir como punto de encuentro para profesores, estudiantes, investigadores, intérpretes, compositores y aficionados interesados en el funcionamiento y significado de la música.
- Relaciones internacionales: Fomentar la colaboración con otras sociedades musicales españolas e integrarse en proyectos europeos e internacionales, como la European Network of Music Theory and Analysis (T&AM).
- Asesoramiento y concienciación: Influir en organismos oficiales e instituciones sobre aspectos relacionados con la enseñanza e investigación en análisis y teoría musical.

Para lograr estos objetivos, SATMUS desarrolla diversas actividades:
- Página web: Principal acceso a la información y contenidos desarrollados por la sociedad, incluyendo recursos web con listados de publicaciones, tesis doctorales y enlaces relevantes.
- Publicaciones científicas: Edita Súmula: Revista de Teoría y Análisis Musical, una publicación científica en línea bilingüe (español e inglés) lanzada en 2023.
- Congresos y eventos: Organiza congresos, simposios, seminarios, jornadas y cursos. El primer congreso de SATMUS se celebró en Madrid en abril de 2023.
- Grupos de trabajo: Establece grupos de interés sobre áreas específicas, como «Formación del oído musical» o «Pedagogía del análisis musical».
- Webinars y ciclos de ponencias online: Ofrece seminarios web para miembros y público interesado.
- Premios: Concede el Premio de SATMUS "Antonio Eximeno" para incentivar la producción de literatura científica de calidad en el campo.
- Foros de debate: Mantiene canales de comunicación en línea (como Discord) para fomentar la interacción entre sus asociados.

## Junta directiva
La junta directiva de SATMUS está compuesta por diversos socios. La presidenta actual es María Elena Cuenca Rodríguez, de la Universidad Autónoma de Madrid.

## Publicaciones destacadas
- Súmula: Revista de Teoría y Análisis Musical (ISSN: 2952-5993): Publicación científica oficial de SATMUS, centrada en investigación en teoría y análisis musical.